# Stáritsa
Stáritsa (del ruso: Ста́рица) es una ciudad del óblast de Tver, en Rusia. Está situada a orillas del Volga, a 70 km al sudoeste de Tver. Su población era de 9.138 habitantes en 2009.
A efectos de desconcentración administrativa de los órganos federales y de la óblast, es la capital del raión homónimo. Sin embargo, a efectos de autogobierno local es desde 2022 la sede de un ókrug municipal, en el que un solo ayuntamiento con sede en la ciudad extiende su jurisdicción sobre todo el raión.

## Historia
La ciudad fue fundada en 1297 bajo el nombre de Gorodok (en ruso: Городо́к, literalmente "pequeña ciudad"). En 1365, fue desplazada de la orilla derecha del Volga a la izquierda, menos elevada, tomando el nombre de Novy Gorodok ("pequeña Villanueva").

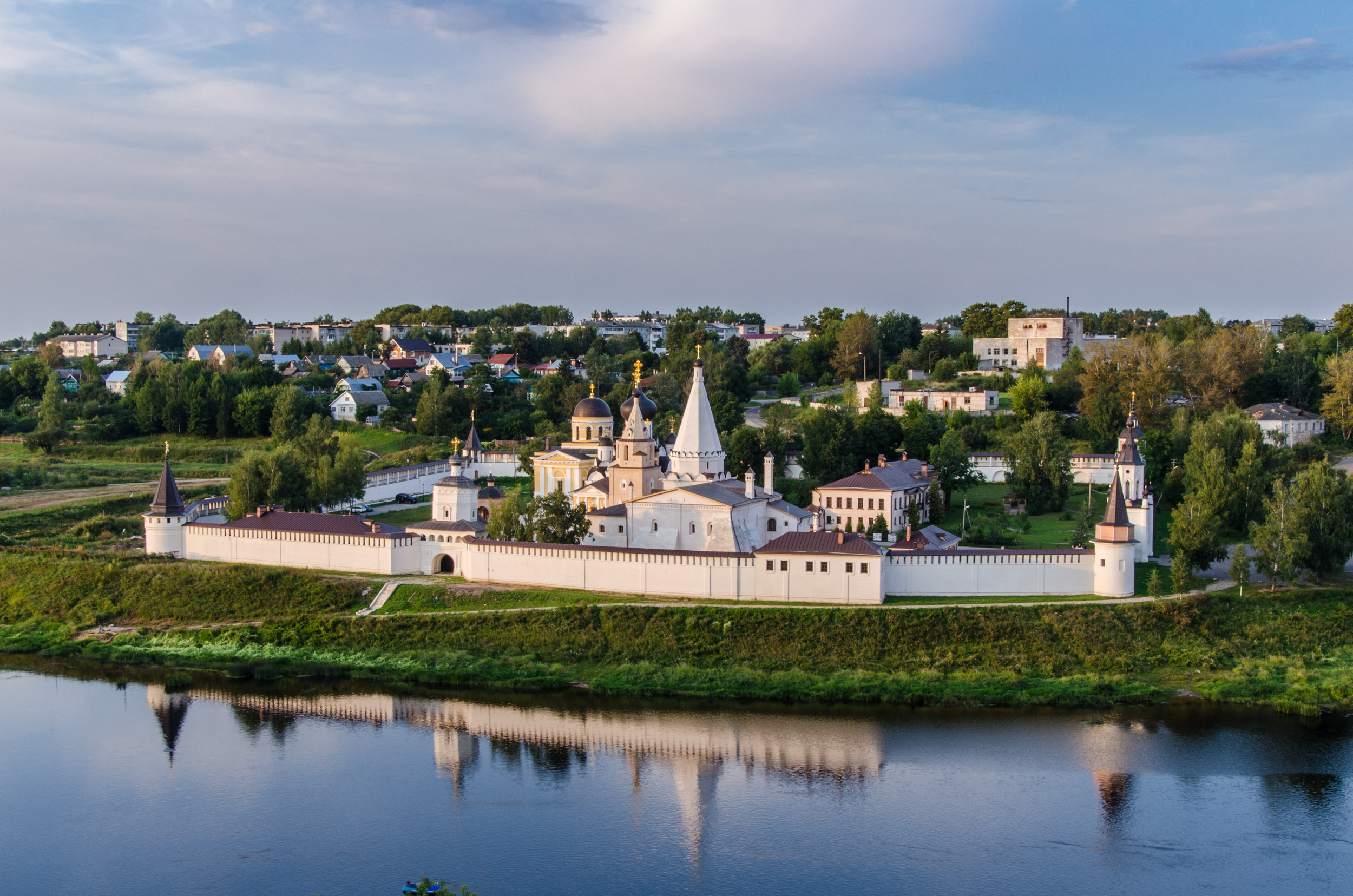
Monasterio de la Asunción en Stáritsa

Desde el siglo XV, la ciudad se llama Stáritsa, con el sentido de "viejo lecho del río". Este nombre ha sido mal interpretado por los heraldistas, que representaron en su escudo la imagen de una monja de avanzada edad, que es otro significado de la palabra stáritsa. En 1485, la ciudad pasa a pertenecer a los dominios de Moscovia, así como todo el principado de Tver, con lo que la localidad entra en una edad de oro.
En el siglo XV, el principado de Stáritsa estaba dirigido por Andréi de Stáritsa, hijo de Iván III, y más tarde por Vladímir de Stáritsa, hijo de Andréi. Mientras Iván el Terrible no tuvo hijos, Vladímir fue considerado por los boyardos como su único heredero. El zar acusó a Vladímir de conspirar contra él y le obligó a envenenar a sus hijos y a sí mismo. Una muestra de la prosperidad de Stáritsa durante el gobierno de Vladímir es el Monasterio de la Asunción. En 1775, la ciudad se convertiría en centro de un uyezd.
Durante la Segunda Guerra Mundial, la ciudad fue ocupada por las tropas alemanas desde octubre de 1941 a enero de 1942.

## Demografía
| 1897  | 1926  | 1939  | 1959  | 1970  |
| ----- | ----- | ----- | ----- | ----- |
| 5 400 | 3 400 | 4 500 | 4 900 | 6 200 |
| 1979  | 1989  | 1998  | 2002  | 2008  |
| 7 500 | 9 120 | 9 800 | 9 125 | 9 167 |

## Cultura y lugares de interés
Stáritsa es una de las ciudades provinciales mejor conservadas del oeste de Rusia. Destacan el monasterio de la Asunción de María fundado (del ruso: (Успенский монастырь) en el siglo XII, con la Iglesia de la Asunción (Успенская церковь) de 1530, la Catedral de la Trinidad (Троицкий собор) y la Iglesia Vvedénskaya (Введенская церковь) de 1570, y la Iglesia del Apóstol Juan (церковь Иоанна Богослова) de 1594 así como el edificio de las celdas de los monjes y otros edificios del complejo. En la ciudad se encuentran la iglesia de Paraskeva Piátnitsa (церковь Параскевы Пятницы) de 1750, la Catedral de Borís y Gleb (Борисоглебский собор) de entre 1808 y 1820, la Catedral del Salvador (Спасская церковь) con su campanario de 1827.
La ciudad cuenta con un museo de etnografía territorial.
En los alrededores de la ciudad se encuentran las antiguas fincas de las familias nobles Pávlovsk, Malínniki y Bernovo.

## Industria y transporte
Las principales empresas de la ciudad se dedican a la industria electrotécnica, alimentaria y textil.
A doce kilómetros de la ciudad está la estación del ferrocarril abierto en 1878 Lijoslavl–Torzhok–Rzhev–Viazma (kilómetro 93).

## Galería

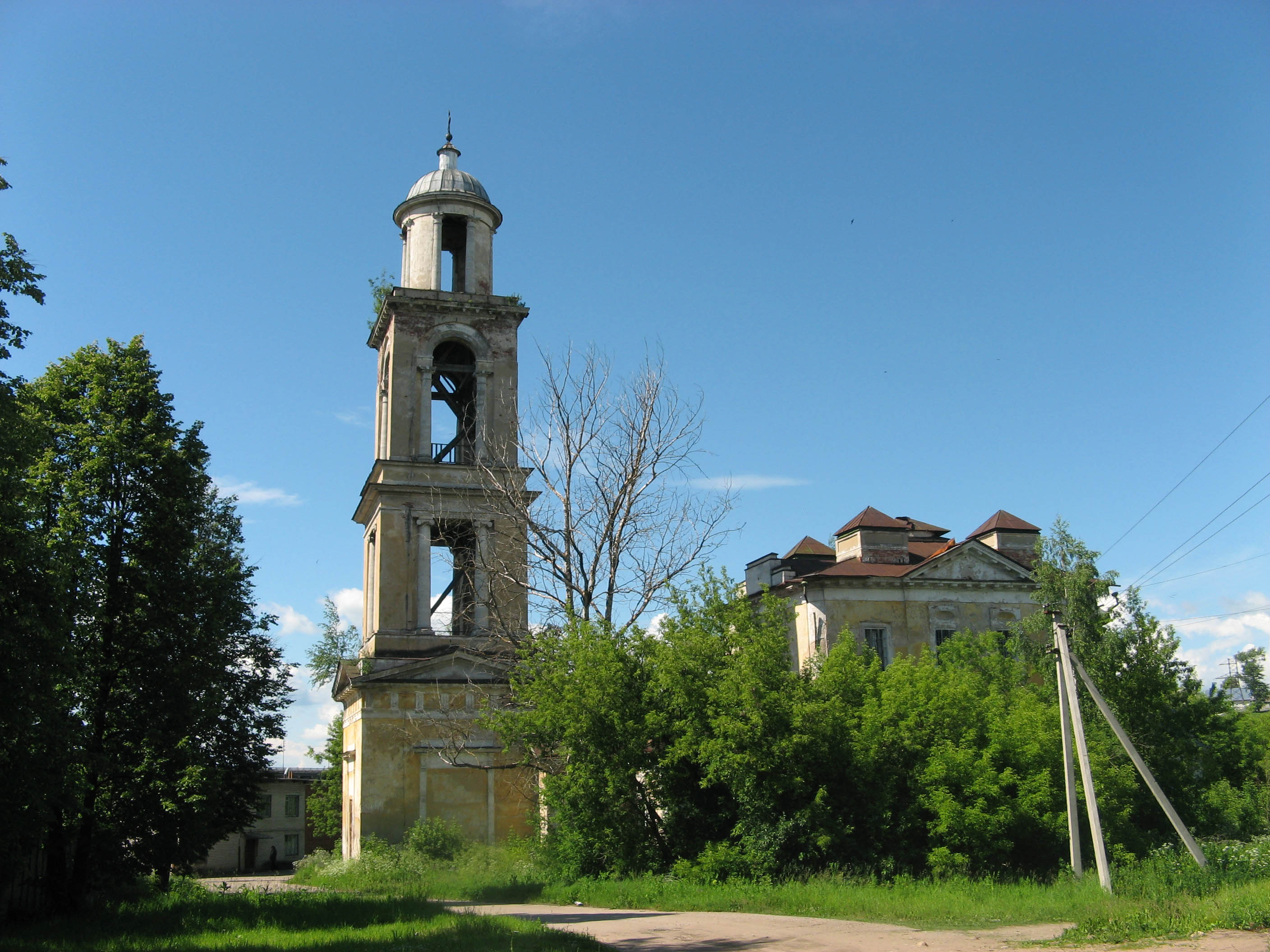
Iglesia Preobrazhenski (Nikolski).
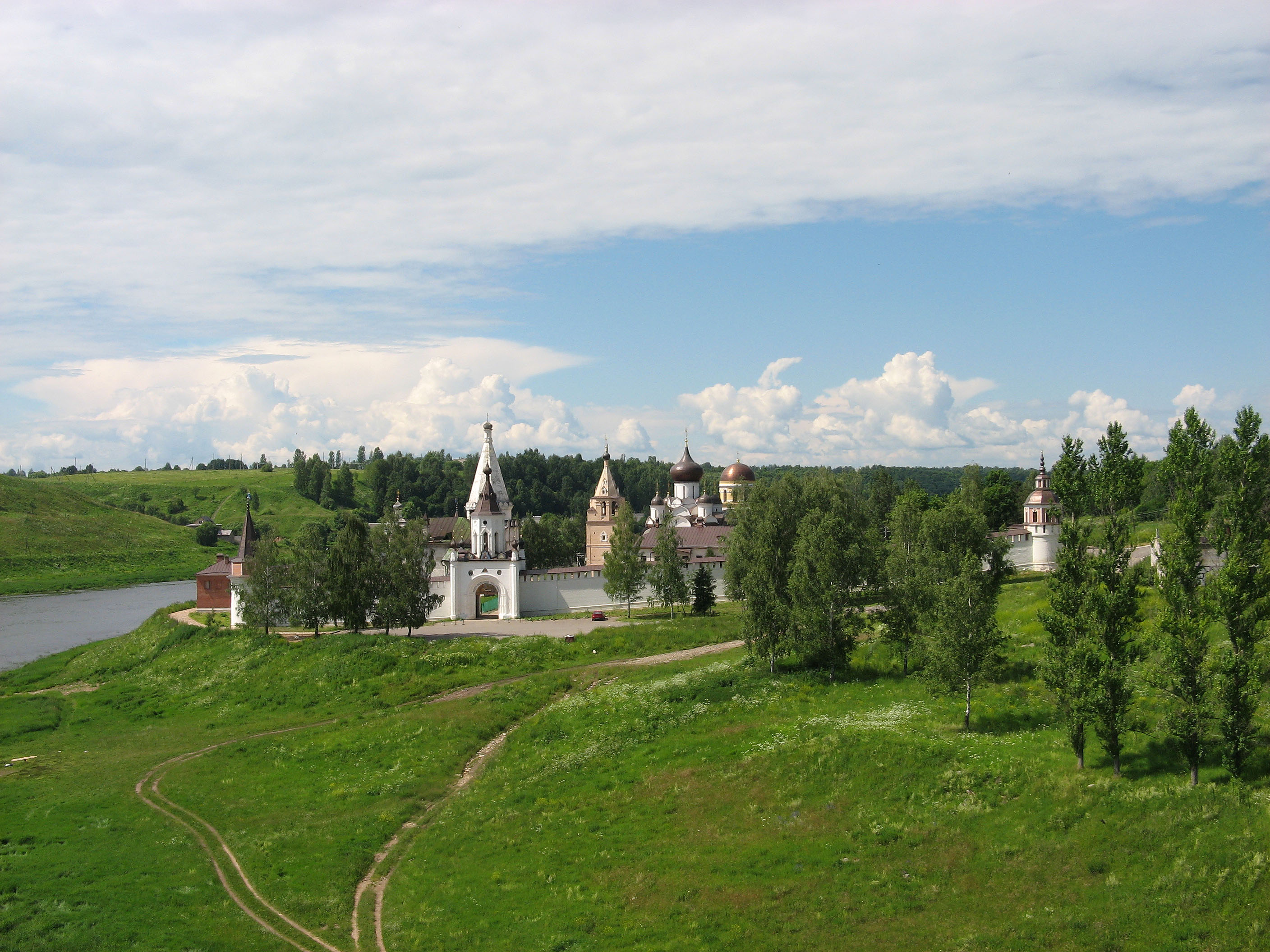
Vista del monasterio de la Asunción
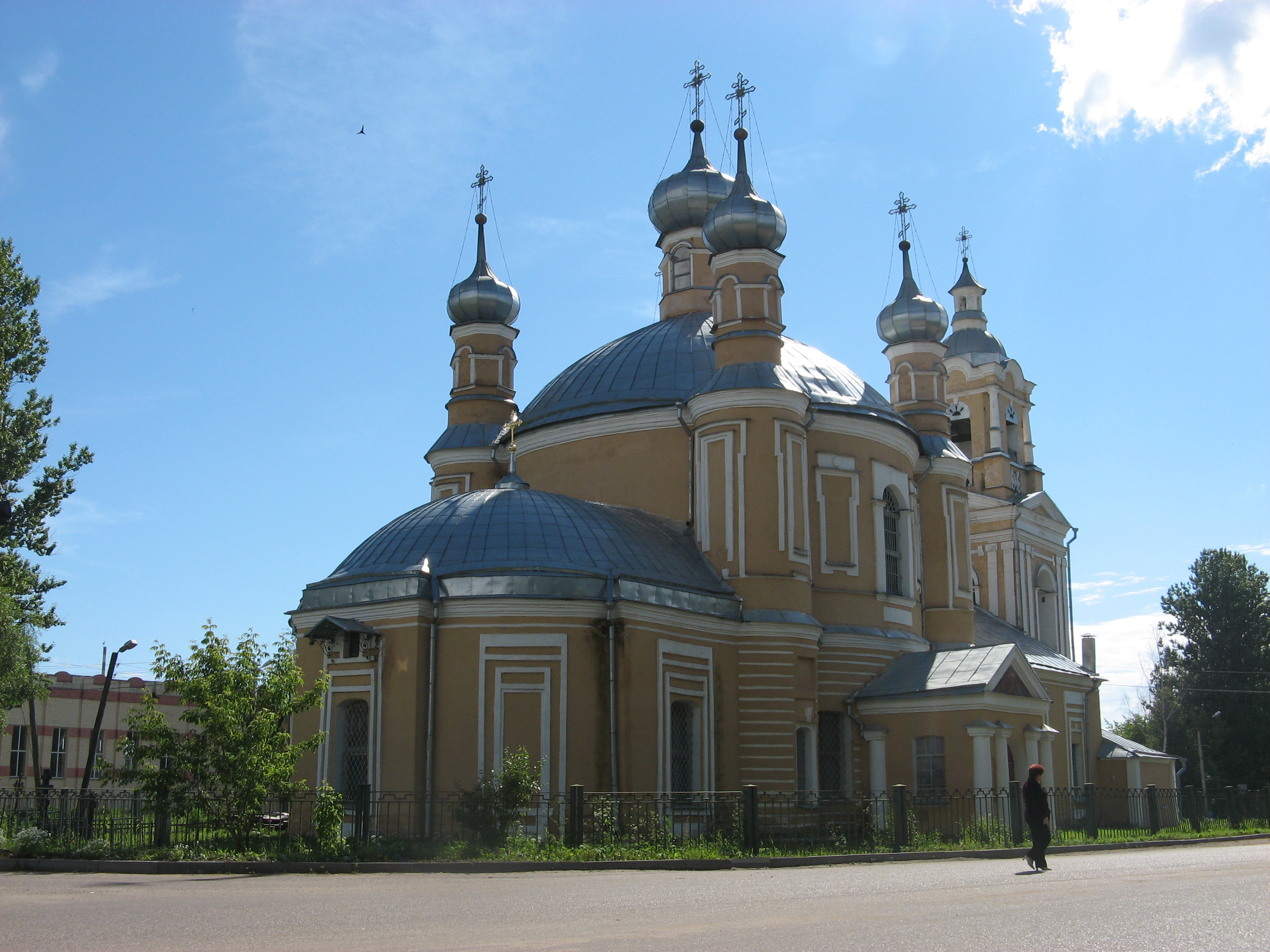
Iglesia Ilínskaya.
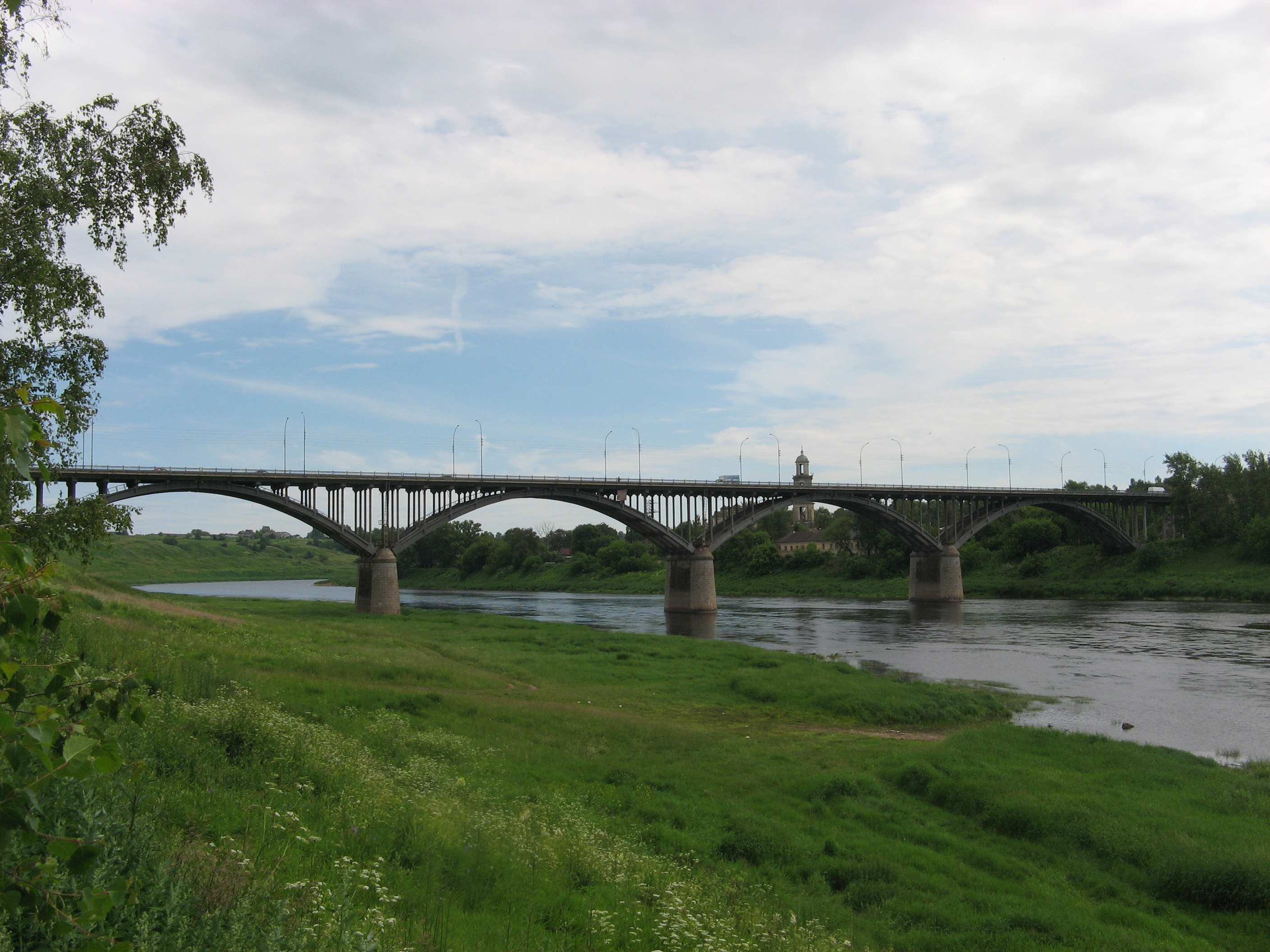
Puente en Stáritsa sobre el Volga.
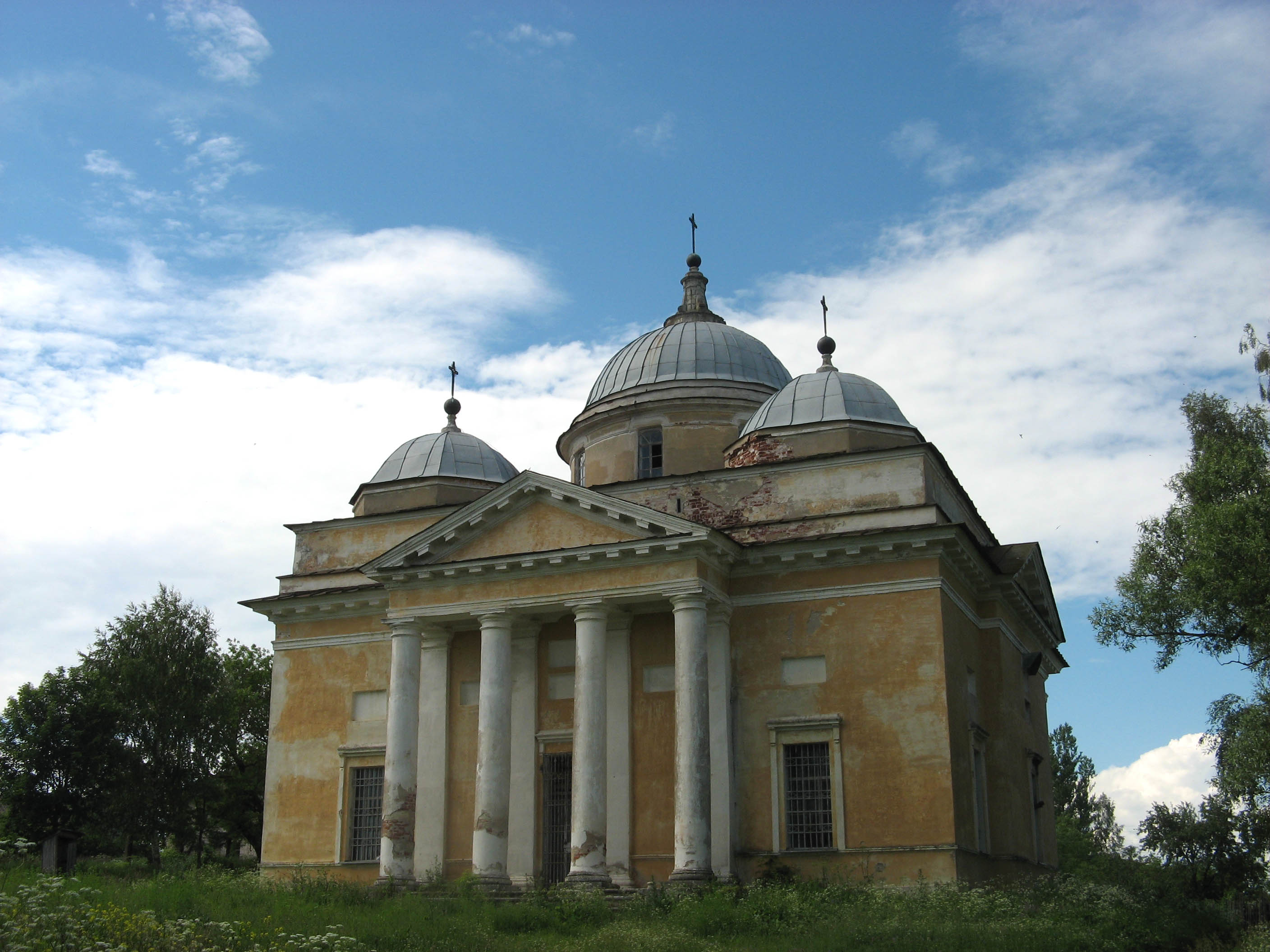
Iglesia de Borís y Gleb.
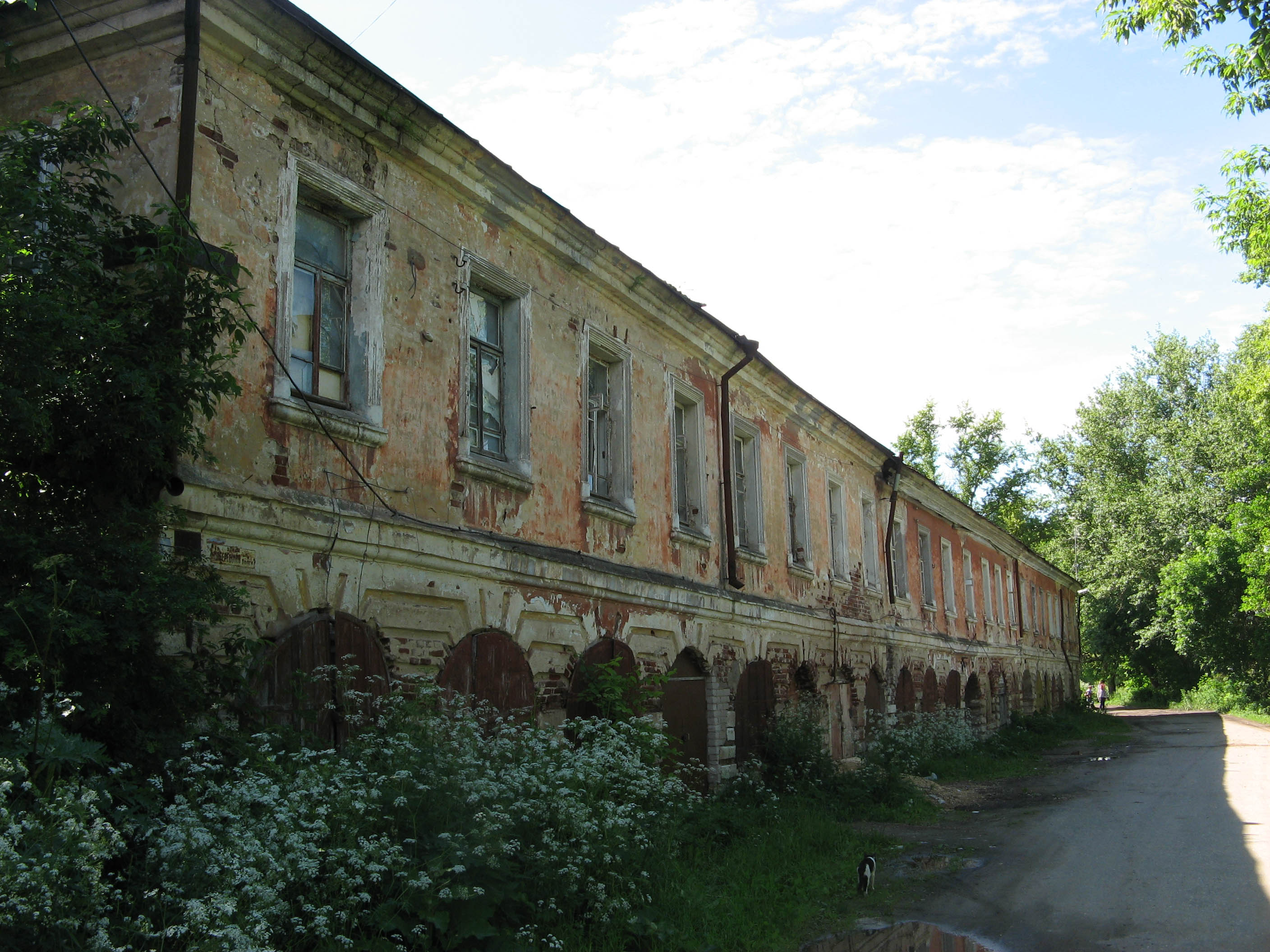
Una casa en el centro de Stáritsa.

## Personalidades
- Evgeny Pasukanis, jurista soviético.